# Hypoponera indigens
Hypoponera indigens är en myrart som först beskrevs av Auguste-Henri Forel 1895.  Hypoponera indigens ingår i släktet Hypoponera och familjen myror.

## Underarter
Arten delas in i följande underarter:
- H. i. bellicosa
- H. i. indigens

## Bildgalleri

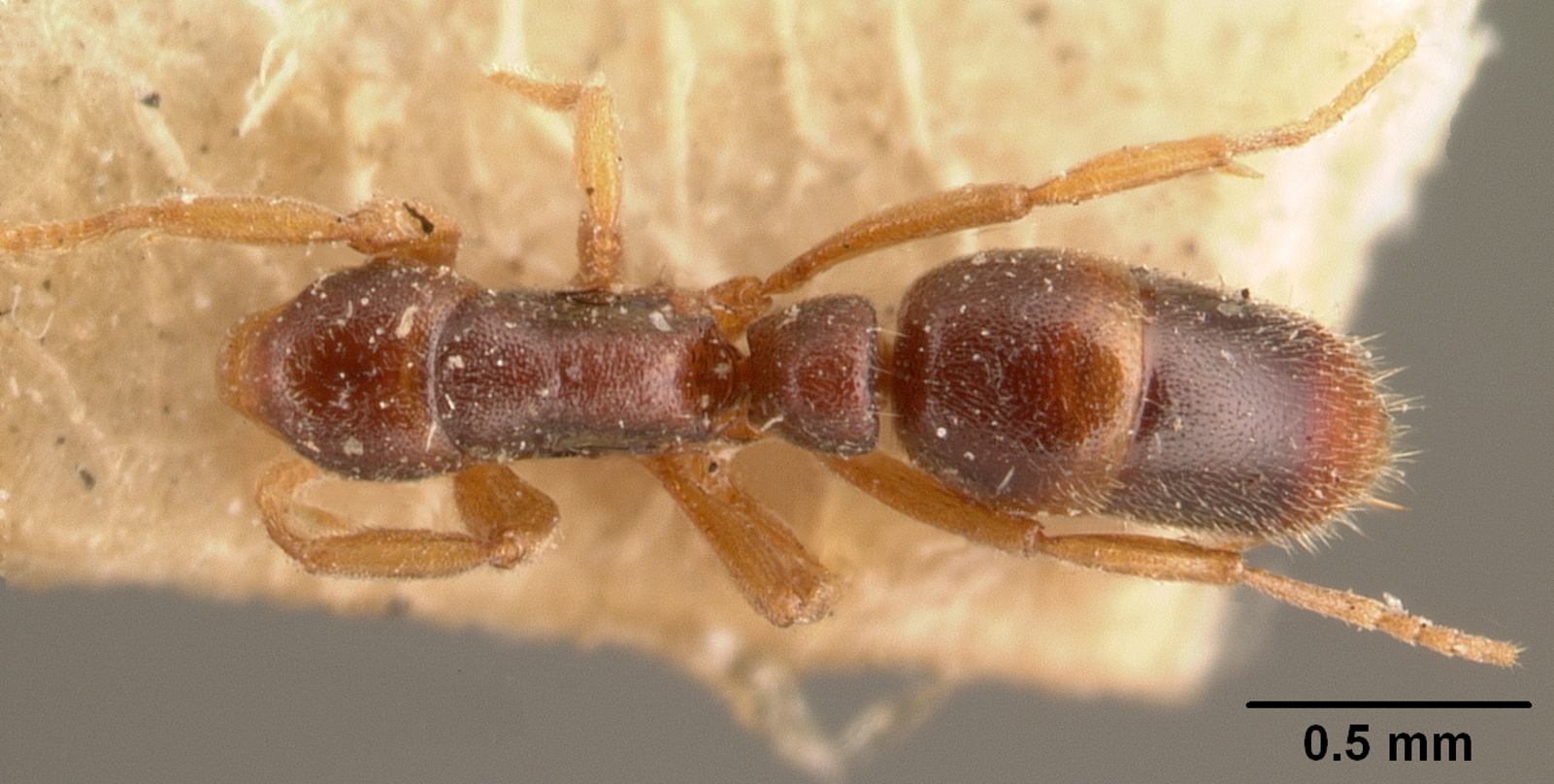
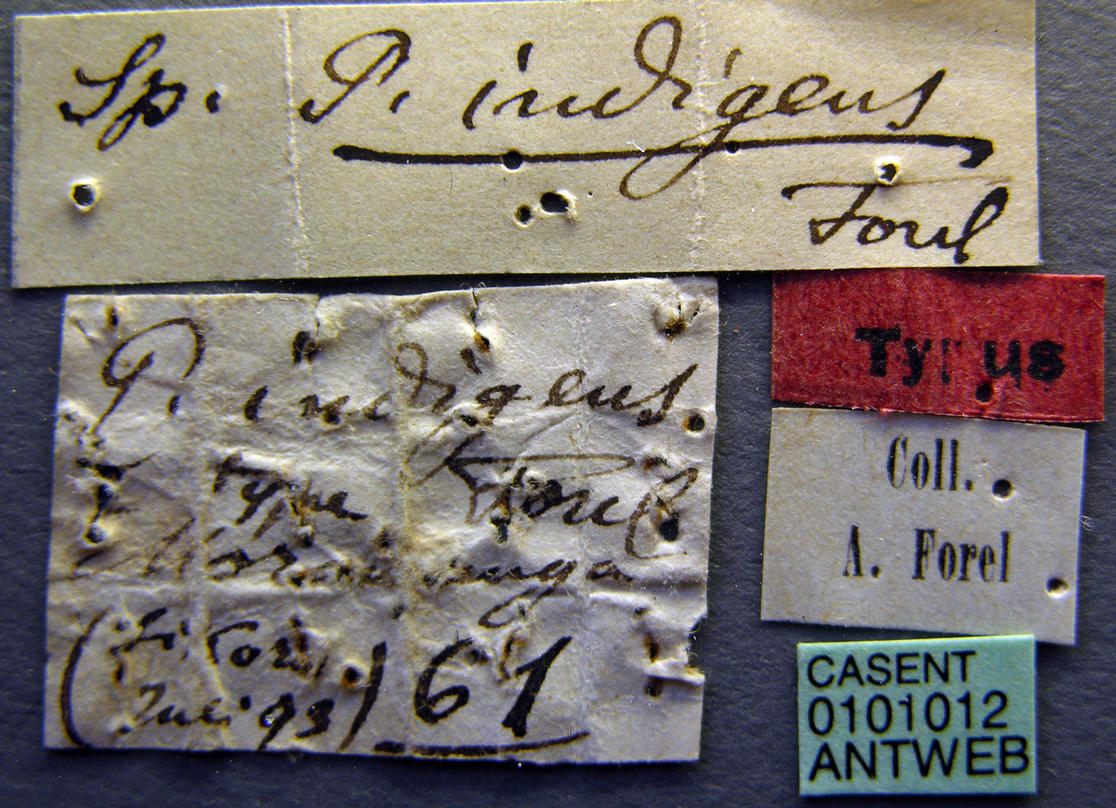
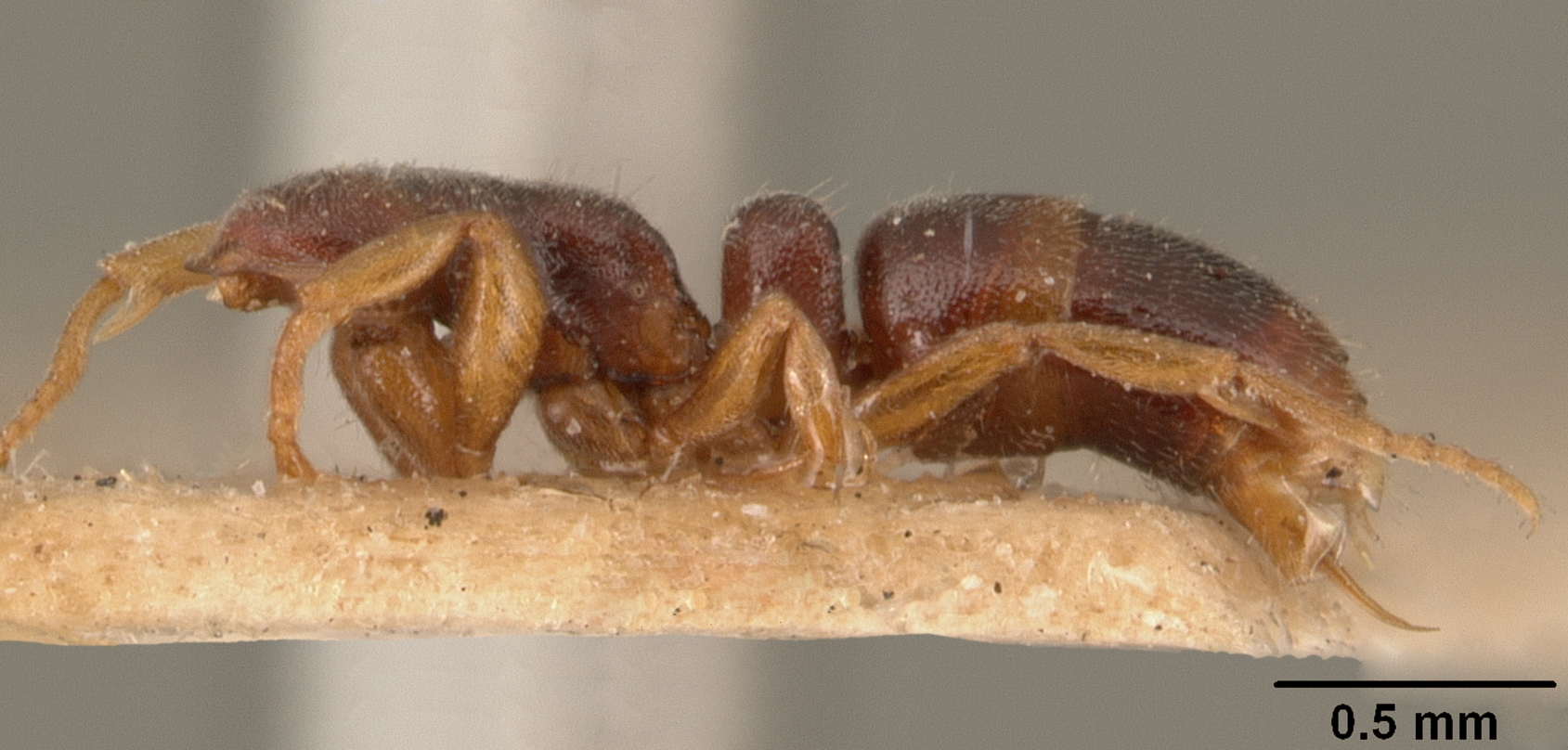
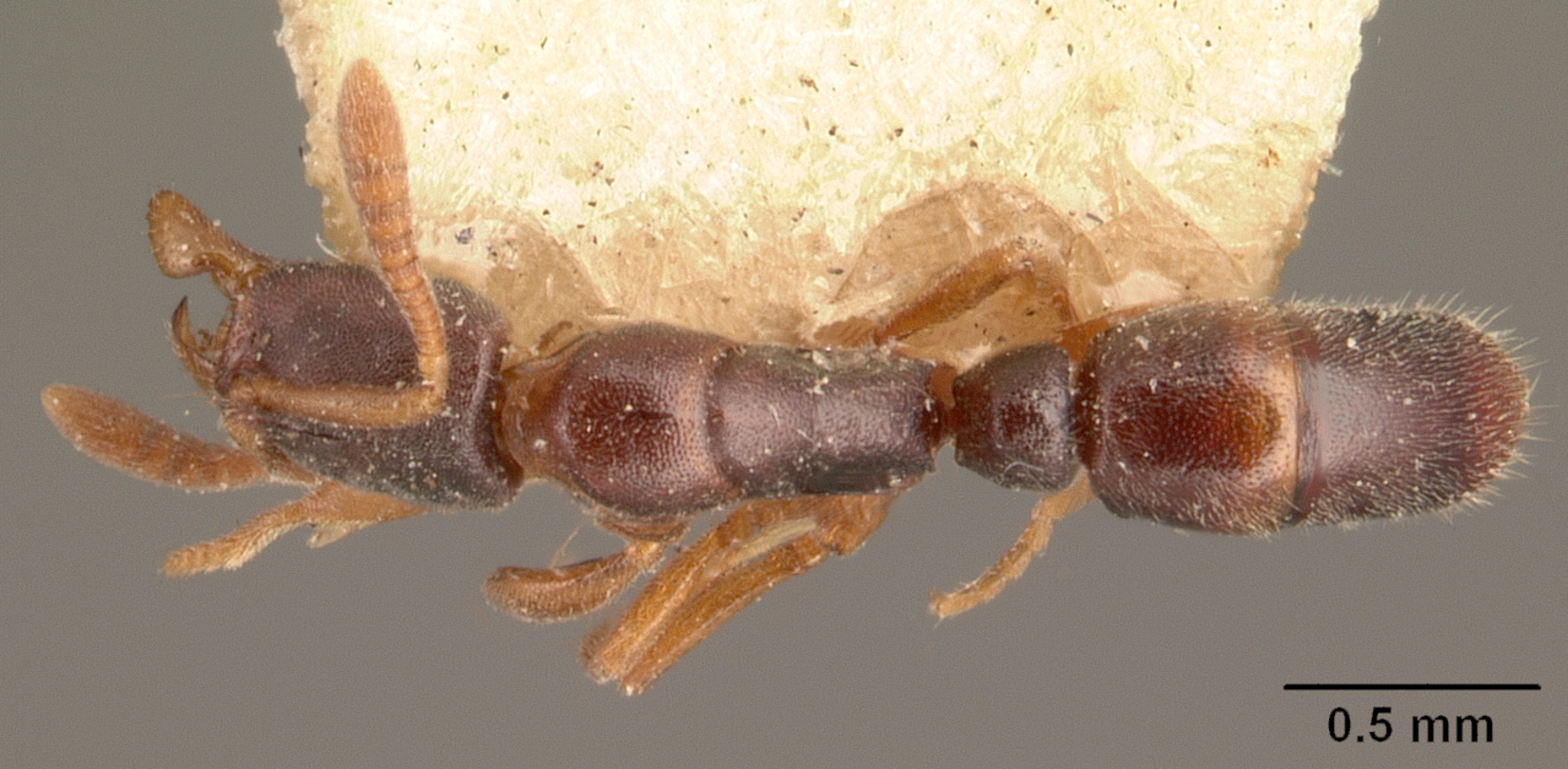
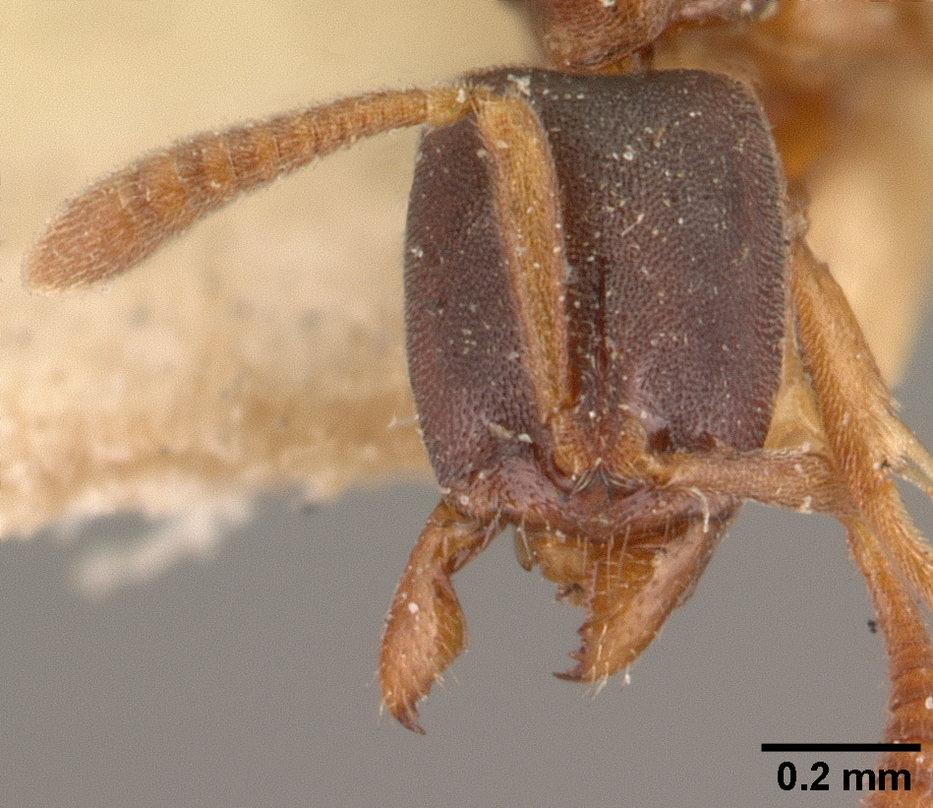
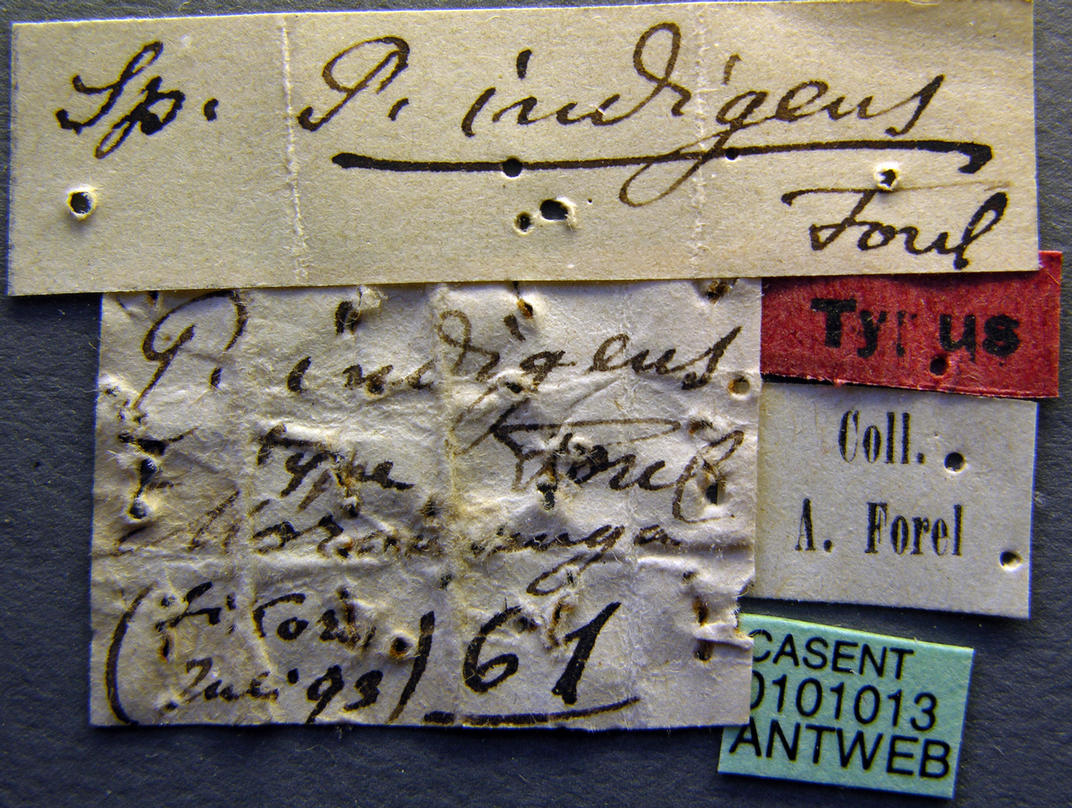